# Ulla Weigerstorfer
Ulla Weigerstorfer (ur. 16 sierpnia 1967 w Bad Aussee, Austria) – Miss World wybrana w 1987. W wyborach parlamentarnych w 2013 roku została posłanką do Rady Narodowej – izby niższej Parlamentu Austrii z listy Team Stronach.